# Polygamie (Mormonen)

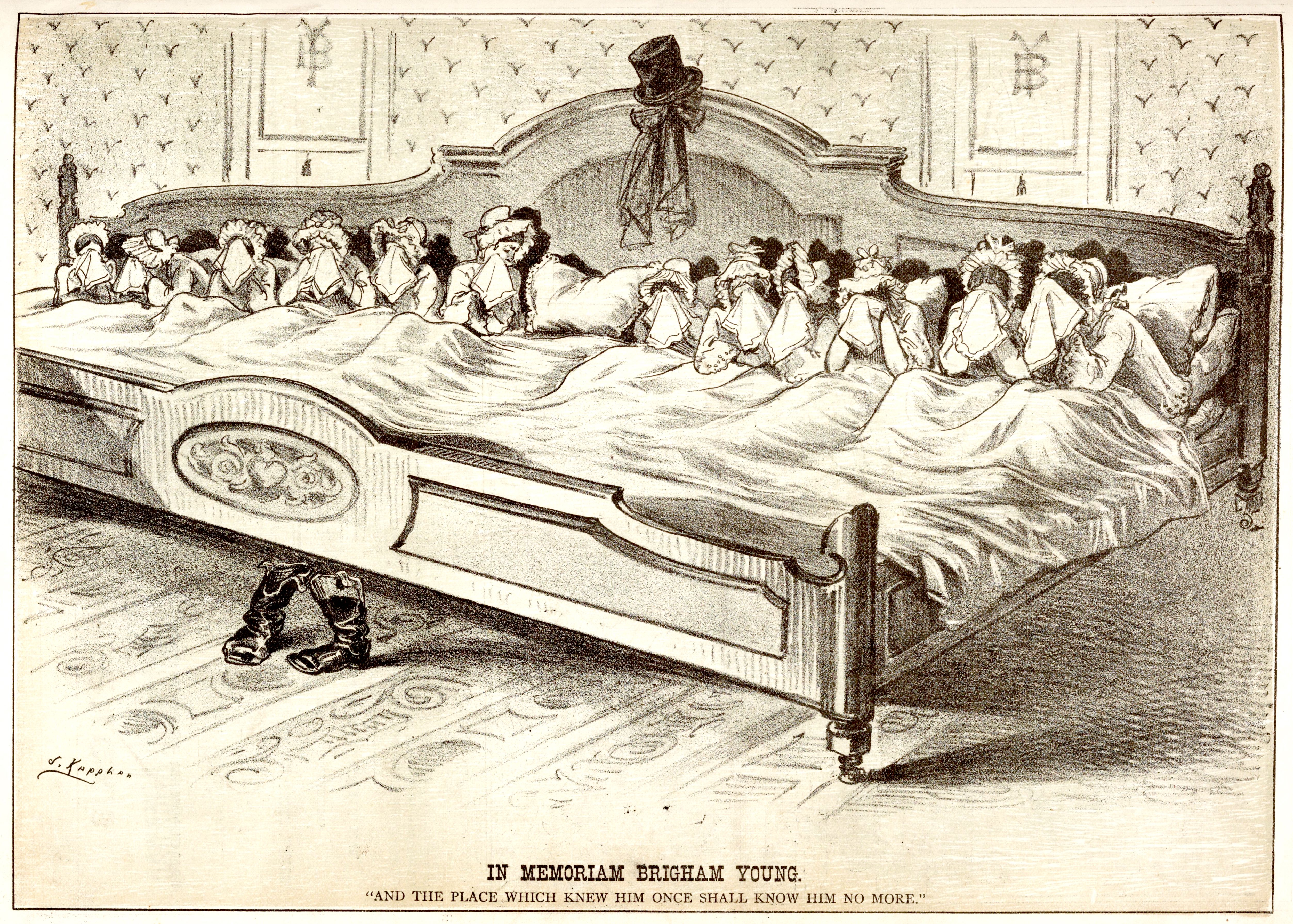
Zwölf trauernde Witwen. Karikatur zum Tod von Brigham Young (zweiter Präsident der „Kirche Jesu Christi der Heiligen der Letzten Tage“) von 1877

Die Mehrehe (englisch: „plural marriage“), manchmal auch als „Mehrfachehe“ oder „celestiale Vielehe“ bezeichnet, ist eine Art der Vielehe, die von Joseph Smith, dem Gründer der Religionsgemeinschaft „Kirche Jesu Christi der Heiligen der Letzten Tage“ (auch „Rocky-Mountain-Heilige“), und einigen seiner engsten Vertrauten gelebt wurde. Unter Brigham Young wurde sie zunehmend auch den gewöhnlichen Mitgliedern der Kirche nahegelegt. In der mormonischen Hauptkirche wurde sie 1890 de jure und in den beiden folgenden Jahrzehnten auch de facto abgeschafft. Sie besteht in einigen kleinen fundamentalistischen Mormonengruppierungen im Westen der USA, in Kanada und in Mexiko bis heute fort.
Sie schließt Polygynie und in seltenen Fällen auch Polyandrie ein. Die meisten mehrehelichen Beziehungen schließen auch sexuelle Kontakte zwischen dem Mann und jeder einzelnen Frau ein; daneben sind auch einige enthaltsame Beziehungen in Mehrehen überliefert.
Das häufigste Vorkommen der Mehrehe findet sich unter Führungspersonen der Kirche Jesu Christi der Heiligen der Letzten Tage, im Englischen „Latter-day Saints“ (LDS) genannt, in der Mitte sowie im späten 19. Jahrhundert; damals führten zwischen vier und sechs Prozent der Mitglieder der LDS eine Mehrehe. Aufgrund des Drucks der US-Regierung verzichtete die Kirche 1890 auf diese Praxis. Gleichwohl lassen sich Mehrehen bis ins frühe 20. Jahrhundert beobachten, als die Kirche Polygamisten zu exkommunizieren begann.

## Ursprung
Joseph Smith erzählt, dass er während der Neuübersetzung der Bibel über den Passagen betete, in denen von den Mehrehen der Erzväter berichtet wurde; dabei habe er eine göttliche Offenbarung über die Mehrehe erhalten. Darin habe ihm Gott aufgetragen, mehrere Frauen zu heiraten.
In Todd Comptons Buch In Heiliger Einsamkeit wird Smith zitiert:

„Der Engel kam zwischen den Jahren ’34 bis ’42 drei Mal zu mir und sagte, dass ich diesen Grundsatz zu befolgen hätte oder er würde mich töten (aufbahren).“

Auch weitere Personen, darunter vor allem Benjamin F. Johnson und Joseph B. Noble, erklärten, ähnliche Erlebnisse gehabt zu haben. Ihre Erzählungen waren jedoch um eine Facette erweitert: Der Engel habe ein Schwert in seinen Händen gehalten.
1842 verlegte Joseph Smith in seiner Eigenschaft als Betreiber der örtlichen Druckerei in Nauvoo (Illinois) den Traktat The Peace Maker („Der Friedensstifter“) des ansonsten unbekannten Autors Udney Hay Jacob. Darin werden Bibelverse zusammengestellt, die die Polygynie begründen sollen. Die Schrift wurde nicht allgemein akzeptiert. Auch Smith sprach sich kurz danach in einem Zeitungsartikel gegen sie aus, doch glaubten viele, sie sei von Smith oder seinen direkten Mitarbeitern verfasst worden, und ihr eigentlicher Zweck sei es gewesen, in der LDS eine Diskussion zum Thema Mehrehe anzustoßen und den Grad einer möglichen Akzeptanz dieser Lehre zu testen.
Am 12. Juli 1843 verfasste Smith schließlich den Abschnitt 132 der Lehre und Bündnisse, in dem Gott ihm den „neuen und ewigen Bund“ der Vielehe offenbart haben soll. Er hielt diesen Abschnitt aber unter Verschluss; er wurde erst 1852 nach Smiths Tod veröffentlicht.

## Praxis
Die erste Mehrehe Smiths mit einer weiteren Frau, Fanny Alger, wird für das Jahr 1836 vermutet. Weitere Eheschließungen, welche von Smith nicht öffentlich bekannt gemacht wurden, folgten ab 1841. In diesem Jahr machte er der Mormonin Sarah Pratt, der Frau des Apostels Orson Pratt, einen Heiratsantrag. Erst 1852, vier Jahre nach der Ankunft der Mormonen in Utah und acht Jahre nach Smiths Tod, wurde die Lehre der Mehrehe öffentlich gelehrt.
Smith führte die Lehre von der Polygamie ein, indem er einige Personen auswählte, denen er die Prinzipien der Mehrehe erklärte. Dabei erteilte er einzelnen, wie Brigham Young, die Zustimmung, sich ebenfalls mit mehreren Frauen zu vermählen. Einige Kirchenführer lehnten dies ab und verließen zum Teil die Kirche. Andere ließen sich nach Gewissenskonflikten und – wie sie sagten – langen Gebeten darauf ein. Gegenüber der allgemeinen Mitgliedschaft und der sonstigen Öffentlichkeit wurde während dieser Phase Geheimhaltung gewahrt und die Polygamie wurde auf Nachfrage abgestritten. Die Mormonen nannten das „Lügen für den Herrn“.
Berühmt wurde der Ausspruch Brigham Youngs, dass er, nachdem ihm die Lehre eröffnet worden war, lieber mit jenem Leichnam getauscht hätte, der gerade in einem Leichenwagen durch die Straße gezogen wurde, als die neue Lehre anzunehmen.
Der erste Bürgermeister von Nauvoo (Illinois), John C. Bennett (1807–1864), ein ehemaliger Bekehrter, wurde wegen ehebrecherischer „spiritual wifery“ („geistlicher Beweibung“) aus der Kirche ausgeschlossen, da dies nicht im Geringsten mit der Mehrehe vereinbar war.
Volkszählungen in verschiedenen Landkreisen Utahs zeigten, dass die Verbreitung der Mehrehe im Jahr 1880 von Gemeinde zu Gemeinde stark variierte. So betrug ihr Anteil an den Ehen in South Weber 5 Prozent, in Orderville dagegen 67 Prozent. Untersuchungen über die Polygamie in Utah im 19. Jahrhundert legen nahe,
- dass die Polygamisten mehrheitlich mit zwei Frauen verheiratet waren,
- dass die Männer oftmals örtliche Führungspersönlichkeiten der LDS waren und
- dass die zweite Frau üblicherweise jünger war.

## Die Frauen von Joseph Smith
Auch wenn sich die Forschung bis heute nicht einig ist, kann mit Compton vermutet werden, dass Smith während seines Lebens mit 33 Frauen verheiratet war; hinsichtlich acht weiterer Frauen besteht keine Klarheit.
Nach der Lehre von der Mehrehe sollte zuerst die Einwilligung der ersten Frau eingeholt werden. In einer Offenbarung wurde Smith gesagt, dass die Frau dann glauben und zu ihrem Mann stehen solle, oder sie werde vernichtet. So werde sie zur Missetäterin und er werde davon befreit, ihre Erlaubnis einzuholen.
Eine der ersten Sexualpartnerinnen Joseph Smiths war die 19-jährige Fanny Alger, mit der ihn seine Frau Emma bei sexuellen Kontakten in einer Scheune erwischte. Gleichzeitig soll sie mit Joseph, während er noch mit Emma verheiratet war, getraut worden sein; vermutlich vollzog er die Trauung selber. Bei einer öffentlichen Stellungnahme im Jahr 1838 erklärte Smith eine Zweitheirat nur nach dem Tod der ersten Frau für legitim, lehrte aber privat vermutlich etwas anderes.
Emma Hale Smith, Smiths erste Frau, opponierte privat massiv gegen diese Praxis (wobei sie zugleich in der Öffentlichkeit deren Existenz bis zu ihrem Tode leugnete).
Einige von Smiths Frauen waren jünger als er. Die Jüngste, Helen Mar Kimball, war 14 Jahre alt. Auch wenn das nicht zum Bild der Kultur des Westens passt und in den meisten US-Staaten untersagt war (und ist), wurden die Mädchen in jenen Jahren oft in diesem Alter verheiratet. Keine Erkenntnisse gibt es zu der Frage, ob Joseph Smith mit Helen Mar Sexualkontakte hatte. Berichte von der Hochzeit lassen vermuten, dass es unter anderem darum ging, durch die Siegelung der beiden eine engere Verbindung zwischen den beiden Familien herzustellen.
Anfangs vermutete man, dass eine solche Eheschließung im Hinblick auf die Ewigkeit geschähe. Da Helen Mar nach eigenen Angaben jedoch darüber verwundert war, dass ihre Familie ihr es nicht gestattete, zu einer Jugendtanzveranstaltung zu gehen, erscheint es unwahrscheinlich, dass es sexuelle Kontakte zwischen ihr und Joseph gab; andernfalls wäre ihre Verwunderung kaum zu verstehen. Heber C. Kimball, der Vater von Helen Mar, war ein enger Freund von Joseph Smith und ein wichtiger Führer seiner Kirche. Er heiratete später selbst 39 Frauen. Stan Kimball, ein Nachkomme Heber C. Kimballs, führt in seiner Biographie über Heber C. Kimball sogar 43 Ehen auf.  
Der Anthropologe Richard Francis Burton, der 1860 Salt Lake City besuchte, vermutete, dass die Frauen in einer Mehrehe offen für diese Praxis waren, da so auf jeder einzelnen Frau weniger Lasten gelegen hätten – sexuelle wie auch andere.

### Polyandrie, Sexualkontakte und Kinderzeugung
Etwa elf Frauen von Smith waren zugleich mit anderen Männern verheiratet, üblicherweise mit gut situierten Mormonen. Diese Frauen setzten in der Regel ihr Leben mit ihrem ersten Mann fort, nicht mit Smith. Zu sexuellen Kontakten kam es dabei nicht. Eine Frau erklärte später, dass Smith mit einer oder zwei dieser Frauen angeblich auch Kinder gezeugt habe. Beweise, dass Smith Kinder von anderen Frauen als seiner ersten Frau Emma hatte, gibt es nicht. Nach der damaligen mormonischen Lehre sollte ein Mann mindestens drei Frauen haben, um einen der höchsten Ränge nach der Erhöhung einzunehmen.

## Aufspaltung in Gruppen nach Smiths Tod
Über die Frage, wer die Kirche führen solle, gab es nach Smiths Tod in der LDS-Führung Unstimmigkeiten. Schließlich bildeten sich mehrere Gruppen. Nur zwei von ihnen praktizierten die Mehrehe. Ungebrochen setzte sich die Tradition in der von Brigham Young geführten Kirche Jesu Christi der Heiligen der Letzten Tage bis 1890 fort. Die Kirche Jesu Christi der Heiligen der Letzten Tage (Strangiten), an deren Spitze James J. Strang stand, folgte gleichfalls dieser Lehre, nachdem sich John C. Bennett, der ehemalige erste Bürgermeister von Nauvoo (Illinois), der Gruppierung angeschlossen und Strang darüber informiert hatte, dass Smith die Mehrehe praktiziert habe. Strang nahm sich schließlich fünf Ehefrauen. Bei den Strangiten war die Zahl der Mehrehen aber gering, und die Lehre wurde auch nicht als so zentral dargestellt wie in Youngs Kirche. Als Strang 1856 ermordet wurde, endete die Praxis der Polygamie in dieser Mormonen-Denomination.

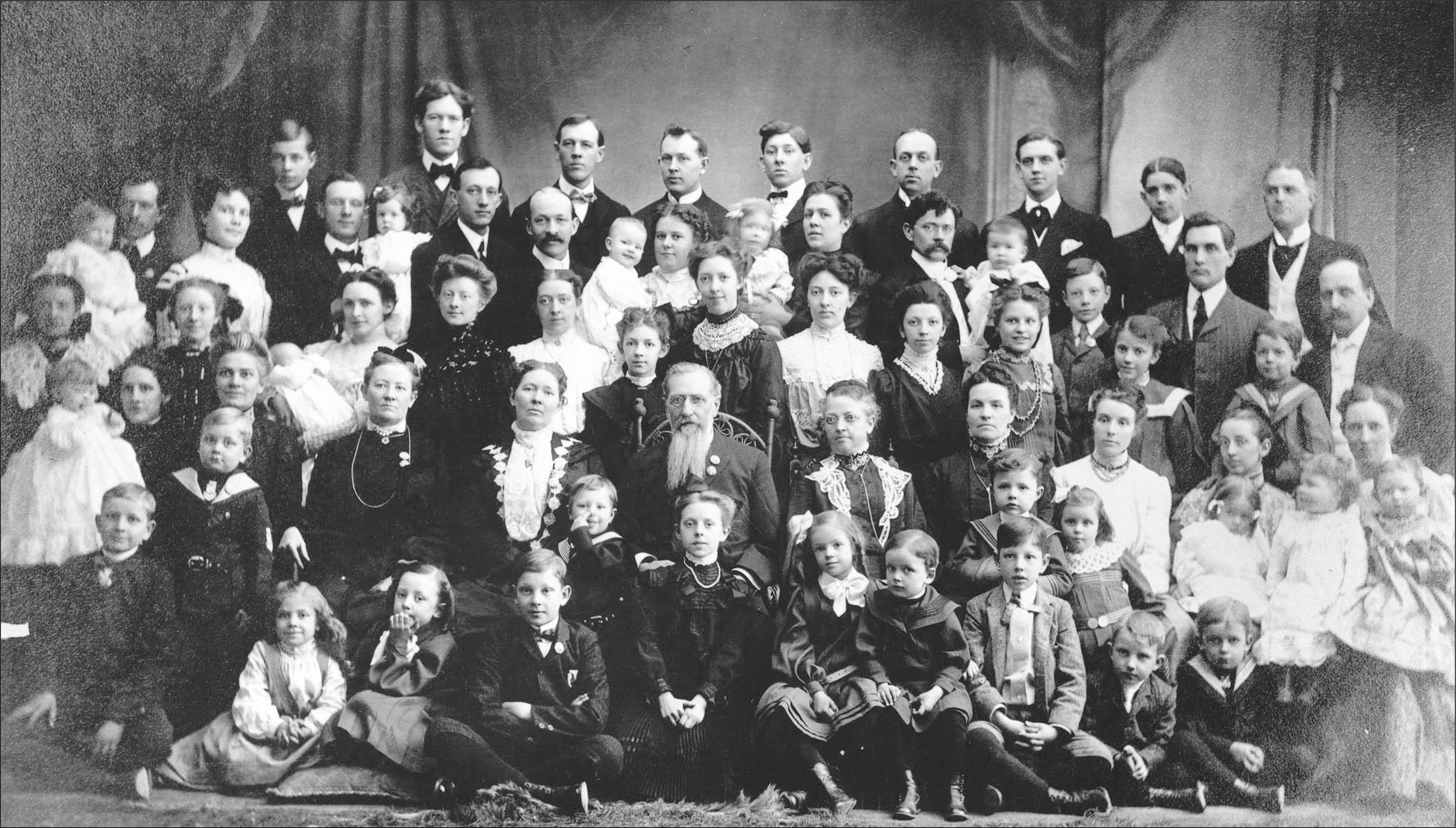
Der sechste Prophet der Kirche Joseph F. Smith 1904 mit seinen Frauen und Kindern

## Ende
Nachdem sich die LDS-Anhänger in Utah ansiedelten, begannen sie, sich auch überregional am politischen Leben zu beteiligen. In den USA wurde Polygamie strikt abgelehnt, besonders die damals neue Republikanische Partei bezeichnete Sklaverei und Mehrehe als „die beiden Relikte des Barbarentums“, deren Beseitigung in ihrem Parteiprogramm eine zentrale Rolle einnahm. Am 8. Juli 1862 unterzeichnete Präsident Abraham Lincoln das Morrill-Anti-Bigamie-Gesetz, das jedwede polygame Praxis in den USA untersagte. Lincoln ließ die Mormonen wissen, dass er die Durchsetzung nicht zu erzwingen beabsichtige, sofern sie ihn nicht in seiner politischen Arbeit behindere; damit war die Erzwingung der Monogamie zunächst aufgeschoben.
Gegen die Polygamie nahm unter anderem auch Harriet Beecher Stowe Stellung:

„Jede glückliche Ehefrau und Mutter, die diese Zeilen liest, soll ihr Mitgefühl, ihre Gebete und ihr Bemühen beisteuern, um ihre Schwestern von dieser entwürdigenden Knechtschaft zu befreien. Alle Frauen im Land sollen geeint für sie aufstehen. In einer vereinigten aufgeklärten Haltung liegt eine Macht, vor der jede Form der Ungerechtigkeit und Grausamkeit schließlich untergehen muss.“

Nach dem Bürgerkrieg siedelten zunehmend Menschen in Utah, die nicht der LDS angehörten und für öffentliche Ämter kandidierten. Der enge Zusammenhalt der Mormonen entmutigte viele. Mit der Gründung der Liberalen Partei im Jahr 1870 versuchten sie, ihre politischen Einflussmöglichkeiten zu verbessern. Ihre Ziele waren ein allgemeiner politischer Wandel sowie eine spürbare Reduzierung der Vorrechte der LDS. Die Mormonen antworteten hierauf mit der Gründung der People’s Party.
Im September 1871 wurde der Präsident der Kirche, Brigham Young, auf Grund seiner Polygamie wegen Ehebruchs angezeigt. Am 6. Januar 1879 entschied der Oberste Gerichtshof der Vereinigten Staaten in einem Verfahren, dass der Morrill-Act durchzusetzen sei. (Im Verfahren Reynolds v. United States ging es um die Frage, ob eine religiöse Überzeugung bei Strafverfahren ein angemessenes Argument der Verteidigung sein könne. Dies wurde verneint.) LDS-Mitglieder und Kirchenführung nahmen die Entscheidung nicht positiv auf und versuchten, die Umsetzung zu verhindern.
Im Februar 1882 wurde George Q. Cannon, einem prominenten LDS-Führungsmitglied, wegen seiner Mehrehe der Sitz im Repräsentantenhaus aberkannt. Dies belebte die Diskussion um die Polygamie wieder. Einen Monat später wurde der Edmunds-Act im Kongress verabschiedet. Damit wurde Polygamisten das Recht auf aktive oder passive Wahlbeteiligung aberkannt, und eine Verurteilung wurde ohne ein ordentliches Gerichtsverfahren möglich. Personen verloren sogar dann ihre Rechte, wenn sie zwar nicht polygam lebten, aber einer die Polygamie bejahenden Konfession angehörten. Rudge Clawson wurde im August 1882 inhaftiert, weil er mehrere gleichzeitige Ehen vor dem 1862er Morrill-Act geschlossen hatte. Die Haftstrafenandrohungen im Gesetz verstießen nach heutiger Auffassung gegen das verfassungsrechtlich verankerte Verbot von Gesetzen, die einen Tatbestand nachträglich unter Strafe stellen. (Vgl. auch den Artikel Rückwirkungsverbot.)
Der Edmunds–Tucker Act aus dem Jahr 1887 stellte die Kontrolle der LDS sicher und verlängerte die Strafandrohungen des Edmunds Acts von 1882. Im Juli 1887 leitete der US-Bundesgeneralanwalt ein Verfahren ein, um die Kirche und all ihre Gliederungen kontrollieren zu können. Das wichtigste Gerichtsurteil war Late Corp. of the Church of Jesus Christ of Latter-Day Saints v. United States von 1890. Darin wurde die Auflösung der LDS-Kirche angedroht.
Dadurch verlor die LDS-Kirche offensichtlich die Kontrolle über die Gebietsregierung. Einfache wie leitende LDS-Mitglieder wurden polizeilich gesucht. Da die Führung der Kirche nicht imstande war, dagegen öffentlich zu agieren, begab sie sich in den Untergrund. LDS-Präsident Wilford Woodruff und das Kollegium der Zwölf Apostel veröffentlichten am 24. September 1890 ein Manifest, die „Amtliche Erklärung 1“, nach dem die Mitglieder fortan keine Mehrehen mehr eingehen sollten. Dies war das erste Mal in der Geschichte der Kirche, dass eine Offenbarung nicht selbst veröffentlicht wurde, sondern nur ein Dokument, das sich auf sie berief. Obwohl sie auch weiterhin als richtige Lehre dargestellt wurde, billigte die LDS-Führung nicht länger die Polygamie. Damit erst erhielten die LDS-Mitglieder bestimmte Rechte, und eine Umwandlung Utahs vom Bundesterritorium in einen Bundesstaat im Jahr 1896 wurde möglich.
Die Folgen dieser Entwicklung wurden dadurch verschärft, dass führende Mormonen vermehrt polygame Ehen siegelten. Nach der Deutung einiger bedeutender LDS-Mitglieder erlaubte die Erklärung Nr. 1 die Mehrehe überall außer in den USA. Andere meinten, dass dadurch die Polygamie lediglich aus dem öffentlichen Blickfeld in den Untergrund verdrängt werde. Dies führte dazu, dass Brigham Henry Roberts seinen errungenen Sitz im US-Repräsentantenhaus wegen seiner Doppelehe nicht antreten konnte. Eine spätere Folge waren die „Smoot-Anhörungen“ im Senat, bei denen der Mormonen-Apostel und Kandidat für den Posten eines Senators Reed Smoot wegen angeblicher Polygamie vernommen wurde. Während der Anhörungen erließ LDS-Präsident Joseph F. Smith im Jahr 1904 das „Zweite Manifest“, nach dem jeder, der eine Polygamie einging oder die Trauung einer solchen vornahm, aus der Kirche ausgeschlossen würde. Die beiden Apostel John Whittaker Taylor und Matthias Foss Cowley lehnten die Erklärung ab und verließen daraufhin das Kollegium der Zwölf Apostel; Taylor wurde schließlich wegen Verstoßes gegen das Zweite Manifest exkommuniziert.
Seit dem Zweiten Manifest gestattete die Kirche keine Polygamien mehr. Jene, die beim Versuch, mehrere Ehen gleichzeitig einzugehen, erwischt wurden, wurden ohne Anhörungsverfahren aus der Gemeinschaft ausgeschlossen. Die letzte Person, die mit Erlaubnis der LDS eine Mehrehe eingegangen war, starb 1974.
Heutzutage lehrt die Kirche Jesu Christi der Heiligen der Letzten Tage über die Mehrehe, dass Gott sie in der besonderen Situation des Neuaufbaus der Kirche eine Zeitlang angeordnet habe, dass sie aber seit dem Ende dieser Situation wieder verboten sei und mit Exkommunikation bestraft werde. Eine im Tempel geschlossene Ehe gilt für alle Zeit und Ewigkeit, wobei Männer eine unbegrenzte Anzahl Ehen eingehen können (allerdings erst nach dem irdischen Tod der jeweils vorherigen Ehefrau) und Frauen nur einmal im Leben im Tempel heiraten dürfen. In diesem Sinne gibt es noch immer eine religiöse Polygamie im Mormonismus.

## Kritik und fundamentalistische Gruppierungen von 1890 bis heute

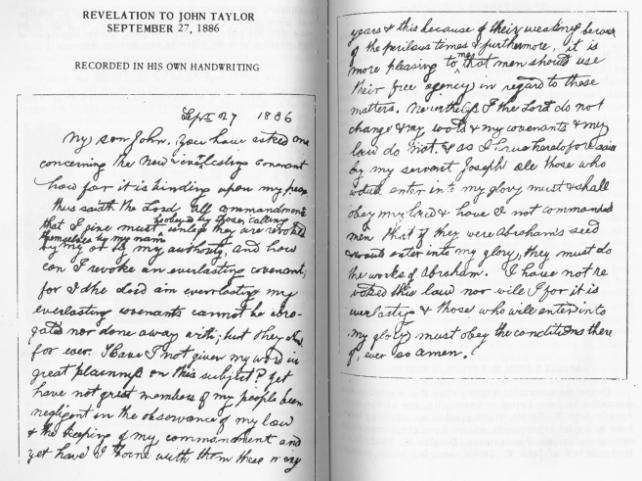
Foto der handschriftlichen Wiedergabe der Offenbarung von 1886 von John Taylor

Einige von jenen, die erwarten, dass sich die LDS-Kirche offiziell durch einen lehramtlichen Verzicht von der Lehre der Mehrehe distanziert, halten die LDS-Politik für unredlich: Die Mehrehe sei bis heute eine grundlegende Lehre der Mormonen – auch wenn sie in der Kirche Jesu Christi LDS derzeit nicht ausgeübt oder gelehrt wird. Zudem können bei Tod, Zivilscheidung oder Ausschluss aus der Kirche die Männer im LDS-Tempel an mehr als eine Frau zugleich „gesiegelt“ werden, während die lebende Frau nicht mit mehr als einem Mann verbunden werden kann; streng gläubige Mormonen glauben, dass solche „Siegelungen“ ewig seien und auch das irdische Leben sowie Zivilehen überdauerten. Einige LDS-Kritiker meinen, dass es der Kirche nicht zustehe, den mormonischen Lehrsatz den Gläubigen, da die am Wortlaut des Buches Mormon festhalten und die Mehrehe praktizieren, vorzuenthalten.
Die Abschaffung der Polygamie 1890 wurde nie von allen Mitgliedern des Mormomentums anerkannt. Es spalteten sich fundamentalistische Gruppen ab, die bis heute an der Polygamie festhalten. Darunter sind die Fundamentalistische Kirche Jesu Christi der Heiligen der Letzten Tage um Warren Jeffs mit 6.000 bis 10.000 Mitgliedern und die Apostolic United Brethren mit geschätzten 5.000 bis 8.000 Mitgliedern. Eine Vielzahl kleiner und kleinster Gruppen und einzelne Familien wie der LeBaron-Clan halten ebenfalls an der Polygamie fest.

## Der Zusammenhang zwischen gegenwärtiger Praxis und Tempelsiegelungen von Mehrehen

### Durch Scheidung beendete Ehen
Ein Mann, der mit einer Frau vermählt ist, aber später geschieden wird, muss bei der Ersten Präsidentschaft (Vgl. den Absatz „Organisation“ im LDS-Artikel) um eine „Siegelungsausnehmung“ („sealing clearance“) nachsuchen, bevor er erneut vermählt werden kann. Dies hebt die erste Siegelung nicht auf. In der gleichen Lage würde eine Frau bei der Ersten Präsidentschaft um eine „Aufhebung der Siegelung“, die zuweilen fälschlicherweise als „Tempelscheidung“ bezeichnet wird, bitten, bevor sie erneut heiraten kann.
Hinsichtlich der Frau entwertet diese Praxis den ursprünglichen Sinn der Siegelung. Stimmen geschiedene Frauen einer Aufhebung der Siegelung nicht zu, gelten sie weiterhin als mit ihrem ursprünglichen Gatten vermählt. Zuweilen wurden Siegelungen von zivilrechtlich geschiedenen Frauen aufgehoben, obwohl sie keine neue Ehe einzugehen beabsichtigten; damit galten sie als ledig, und im Blick auf das ewige Leben werden sie wie Frauen, die nie geheiratet haben, eingeschätzt.

### Durch den Tod gelöste gesiegelte Ehen
Endet eine gesiegelte Ehe durch den Tod eines der Gatten, so sind die Erfordernisse unterschiedlich. Ein Witwer muss vor einer erneuten Vermählung im Tempel nicht um die Erlaubnis dazu bitten, sofern nicht dessen neue Frau eine Aufhebung ihrer früheren Siegelung benötigt. Eine Witwe hingegen bleibt an ihren verstorbenen Gatten gesiegelt und muss demgemäß vor einer erneuten Vermählung um Aufhebung der früheren nachsuchen. In einigen Fällen schlossen Frauen, die wieder heiraten wollten, die Ehe mit ihrem späteren Gatten im Tempel „lediglich auf Zeit“, wurden mit ihm aber nicht gesiegelt, da die Siegelung mit ihrem ersten Ehemann für die Ewigkeit galt.
Damit befinden sich verstorbene Männer, die nach dem Tod ihrer ersten Frau erneut vermählt wurden, im Stand der Mehrehe. Hinterlässt ein Mann zwei oder mehr Frauen, denen er im Leben treu gewesen war, bestehen seine früheren Beziehungen weiter. Bei der gegenwärtigen Praxis ist es für eine Frau aber unmöglich, bei ihrem Tod an zwei oder mehr Männern gesiegelt zu sein.

### Vollmachtsiegelungen, bei denen beide Gatten starben
Gemäß der Mormonen-Praxis kann ein Mann nach seinem Tod per Vollmacht an alle Frauen gesiegelt werden, mit denen er nach dem Gesetz verheiratet war. Für Frauen gilt nur dann das Gleiche, wenn zuvor alle ihre Männer, mit denen sie zu Lebzeiten vermählt war, verstorben sind.
Die Lehre der LDS ist hinsichtlich der bevollmächtigten Siegelung von Männern und Frauen mit mehreren Ehepartnern nicht vollständig geregelt. Es existieren zumindest zwei Möglichkeiten:
1. Ungeachtet der Anzahl der Personen, an die ein Mann oder eine Frau gesiegelt sind, sind sie im Jenseits nur mit einer Person verbunden. Die übrigen früheren Gatten, die sich die vollumfängliche Erhöhung, die aus der Siegelung kommt, verdient hatten, würden dann einer anderen Person anvertraut, um sicherzustellen, dass jeder eine ewige Ehe führt.
2. Diese Siegelungen schaffen de facto Mehrehen, die nach dem Tod fortdauern. Gleichwohl lehrt die LDS nicht, dass polyandrische Beziehungen im Jenseits fortbestehen können. Daher wird diese Möglichkeit den Frauen, die durch Vollmacht mit mehreren Männern gesiegelt wurden, nicht offenstehen.

### Auswirkungen
Die Frage, die sich jenen stellt, die mit mehreren Ehepartnern vermählt waren, ist nicht nur an polygame Mormonen zu richten. Sie kann auch nicht als Argument für oder gegen die Mehrfache und die diesbezügliche LDS-Politik benutzt werden. Jede Religion, die an die Fortdauer der Ehe nach dem Tod glaubt, muss sich zur Frage des Familienstandes im Jenseits äußern, unabhängig davon, ob sie eine Form der Mehrehe unterstützt oder nicht. Man muss wahrnehmen, dass die LDS die Freiwilligkeit der Ehe im Jenseits lehrt; daher darf niemand durch eine Tempelsiegelung in eine ewige Beziehung gezwungen werden.

## Belege
1. ↑  Lehre und Bündnisse 132,58–66
2. ↑  Jon Krakauer: Mord im Auftrag Gottes. Eine Reportage über religiösen Fundamentalismus. München 2003, ISBN 3-492-04571-5, S. 124 ff.
3. ↑  In den beiden Kapiteln des Traktates Peace Maker verteidigt Udney Hay Jacob (1781–1860) die Polygamie. Jacob war zwar kein Mormone, lebte aber um 1830 in Chautauqua NY in einem mormonischen Umfeld, so im von Mormonen geprägten Hancock County in Illinois. 1843 wurde er in der LDS getauft. The Peace Maker or the Doctroines of the Millennium findet sich in Auszügen auf Brigham Young University: An extract, from a manuscript entitled The Peacemaker, Or, The doctrines of the millenium: being a treatise on religion and jurisprudence, or a new system of religion and politicks: for God, my country, and my rights (mit Einführung zu Hintergrund und Datierung)
4. ↑  Krakauer 2003, S. 152 f., 159
5. ↑  Richard Lyman Bushman: Joseph Smith – Rough Stone Rolling. Vintage Books, 2007, ISBN 978-1-4000-7753-3, S. 437 ff.
6. ↑  Dan Vogel: Charisma under pressure. Joseph Smith, American Prophet, 1831–1839. Signature Books, Salt Lake City 2023, ISBN 978-1-56085-460-9, S. 670.
7. ↑  Jon Krakauer: Mord im Auftrag Gottes. Piper, München 2003, ISBN 3-492-04571-5, S. 252.
8. ↑  Todd Compton: A Trajectory of Plurality. An Overview of Joseph Smith’s Wives. In: In Sacred Loneliness. The Plural Wives of Joseph Smith, S. 1ff. (Prologue) (Memento vom 6. November 2012 im Internet Archive).
9. ↑  Lehre und Bündnisse 132:64–65
10. ↑  Dan Vogel: Charisma Under Pressure. Signature Books, Salt Lake City 2023, ISBN 978-1-56085-460-9, S. 563, 568 f.
11. ↑  Albert Mössmer: Die Mormonen: die Heiligen der letzten Tage. Walter, Solothurn/Düsseldorf 1995, ISBN 3-530-57951-3, S. 177.
12. ↑  Zitiert nach Mössmer 1995, S. 172, 271
13. ↑  Mössmer 1995, S. 174
14. ↑  Mössmer 1995, S. 183
15. ↑  Jennifer Dobner: Teens defend polygamy at Utah rally. In: News.Yahoo.com. 20. August 2006, archiviert vom Original am 2. September 2006; abgerufen am 29. Dezember 2018 (englisch).
16. ↑  Church Handbook of Instructions, S. 72, Sealing Policies: Sealing of a Husband and Wife